# Antikominternpakt

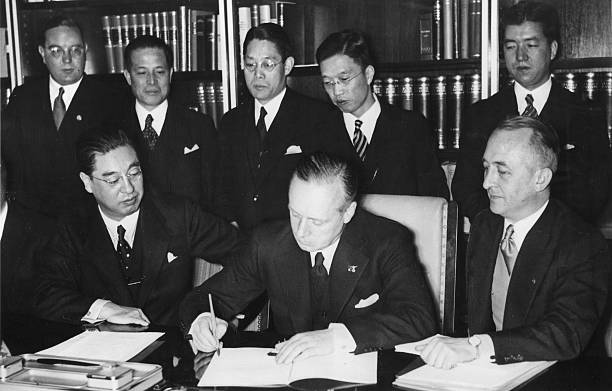
Unterzeichnung des Paktes durch Joachim von Ribbentrop

Der Antikominternpakt 1936 war ein völkerrechtlicher Vertrag zwischen dem Deutschen Reich und dem Japanischen Kaiserreich mit der Hauptzielsetzung der Bekämpfung der Kommunistischen Internationale (Komintern). Ihm traten später weitere Staaten, unter anderem das faschistische Italien, bei. Der Pakt diente in der Gesamtschau vor allem propagandistischen Zwecken.

## Hintergrund

### Deutschland
Das Deutsche Reich hatte seit der Machtergreifung der NSDAP 1933 eine antikommunistische Linie geführt. Das Reichsministerium für Volksaufklärung und Propaganda unter Joseph Goebbels hatte zum Zweck antikommunistischer Propaganda den Gesamtverband Deutscher antikommunistischer Vereinigungen (GDAV) gegründet. Der GDAV war auch als Antikomintern bekannt und verbreitete unter der Anleitung von Adolf Ehrt antikommunistische, antisemitische und gegen die Sowjetunion gerichtete Veröffentlichungen, sowohl in Deutschland als auch international.:576–581 Gleichzeitig waren die Nationalsozialisten vorsichtig, nicht zu früh einen Krieg gegen die Sowjetunion zu riskieren. Als es im Jahr 1934 danach aussah, als könnte Japan von einer sowjetisch-chinesischen Koalition eingekreist und bald militärisch angegriffen werden, wurde Botschafter Herbert von Dirksen angewiesen, auf keinen Fall auch nur den geringsten Anschein zu geben, Deutschland würde Japan in irgendeiner Weise im Falle eines japanisch-sowjetischen Krieges unterstützen wollen.:466–467
Die Idee einer Allianz zwischen Deutschland und Japan stammte vom japanischen Militärattaché in Berlin, Oshima Hiroshi, und fand erst nach langen Erörterungen die Sympathie bei Adolf Hitler. Der Grund lag vor allem in der deutlichen Bindung des Deutschen Reich zu China, mit dem es Vereinbarungen bis zu Waffenlieferungen gab. Die meisten Karrierediplomaten im Auswärtigen Amt unter Außenminister Konstantin von Neurath, inklusive Neurath selbst, standen stattdessen einer Anbindung an Japan ablehnend gegenüber.:262–263 Der japanische Hauptrivale, die Republik China unter Chiang Kai-shek, war für Deutschland ein äußerst wichtiger Absatzmarkt und der wichtigste Handelspartner in Asien. China exportierte Zinn und Wolfram nach Deutschland und kaufte in der Gegenrichtung deutsche Rüstungsgüter und Erzeugnisse der deutschen Schwerindustrie.:32 China beanspruchte auch die Hilfe deutscher Militärausbilder unter Alexander von Falkenhausen und rüstete seine Armee mit deutschem Material. Deshalb unterstützten sowohl Neuraths Diplomaten als auch der deutsche Generalstab eine deutsch-chinesische Kooperation statt einer Anbindung an Japan.
Deutschland trat am 14. Oktober 1933 aus dem Völkerbund aus und folgte damit dem Vorbild des späteren Bündnispartners Japan, welches den Bund bereits im Februar verlassen hatte.

### Japan
Das Japanische Kaiserreich hatte seit der Meiji-Restauration 1868 wiederholt erfolgreich auf der Weltbühne agiert. Die Japaner besiegten China im Ersten Japanisch-Chinesischen Krieg von 1894 und obsiegten sogar gegen das Russische Kaiserreich im Russisch-Japanischen Krieg von 1904. Danach annektierte Japan die koreanische Halbinsel im Jahr 1910 und nahm ab 1914 aufseiten des Vereinigten Königreichs (seit 1902 mit Japan verbündet) am Ersten Weltkrieg gegen das Deutsche Kaiserreich teil.
Obgleich Japan im Ersten Weltkrieg auf der Seite der siegreichen Entente-Mächte gestanden hatte, waren die Kriegsgewinne und die in den Pariser Vorortverträgen ausgehandelte Nachkriegswelt hinter den japanischen Erwartungen zurückgeblieben. Die Westmächte hatten die von Japan in Versailles angestrebte Rassengleichheit 1919 ausgeschlagen und hatten es im Washingtoner Flottenabkommen von 1922 zudem geschafft, die Pazifikambitionen der Japaner durch Limitierungen der zulässigen Größe von Kriegsschiffe zu beschränken. Dies wurde in Japan als massive nationale Demütigung empfunden.:607
Im Japan des Kaisers Hirohito herrschte ein interner Machtkampf innerhalb des Militärs, in welchem die Kaiserlich Japanische Armee (KJA) und Kaiserlich Japanische Marine (KJM) miteinander in diplomatischen, militärischen und politischen Fragen in Konkurrenz standen, was auch die Richtung kriegerischer Expansion Japans betraf, welche im rohstoffarmen Japan zur Erschließung einer wirtschaftlichen Autarkie als unumgänglich erachtet wurde. So verfolgte die KJA das Ziel, sich mit Deutschland gegen die Sowjetunion zu verbünden und in einem Zangenangriff in Sibirien einzumarschieren, um sich so die Ressourcen zu sichern, welche Japan fehlten. Die KJM sah dagegen eine Allianz mit Deutschland als nicht nützlich an, da sie die diplomatischen Beziehungen mit dem Vereinigten Königreich und den Vereinigten Staaten behindern und einen für Japan nicht gewinnbaren Seekrieg im Pazifikraum, in welchem Deutschland keine Hilfe wäre, wahrscheinlicher machen könnte. Die KJM wollte die Tradition der Anglo-Japanischen Allianz von 1902 um jeden Preis erhalten und mithilfe der Neutralitätspolitik der USA freie Hand für japanische Expansion in Ost- und Südostasien sichern, um dergestalt an die benötigten Rohstoffe zu kommen.:140–141
Sowohl die KJA als auch die KJM betrachteten in der Mitte der 1920er-Jahre die Sowjetunion (Russland war seit dem Russisch-Japanischen Krieg in Japan als der gefährlichste und wahrscheinlichste Gegner Japans wahrgenommen worden, was sich durch den Aufstieg des monarchiefeindlichen und revolutionären Kommunismus und die Bildung der UdSSR noch verschärft hatte), die Republik China und die Vereinigten Staaten von Amerika als die drei bedrohlichsten Gegner des Japanischen Kaiserreiches. Aber durch den Chinesischen Bürgerkrieg seit 1927 und den amerikanischen Isolationismus seit 1918 wurde die Sowjetunion als letzte verbliebene aktive Gefahr aus diesen drei Staaten erneut zum japanischen Fokusziel.:151 Die Rote Armee der Sowjetunion galt in den frühen 1930er-Jahren (vor den großen Säuberungen durch Stalin) als eine der modernsten und kampfstärksten Armeen der Welt, setzte in großen Zahlen Kampfpanzer ein und beeindruckte durch die Bildung der ersten militärischen Fallschirmverbände. Es war primär die Bedrohung durch die Sowjetunion, welche die Japaner zur Bildung einer Allianz mit Deutschland, welches Japan als ideologisch und diplomatisch mit der UdSSR als verfeindet betrachtete, motivierte.
Die japanische Regierung, inklusive des Kaisers Hirohito, war teils nicht fähig und teils nicht gewillt, die Eskapaden der japanischen Militärs in China zu stoppen. 1931 war die Kwantung-Armee autonom für die Mandschurei-Krise verantwortlich und besetzte eigenständig und im Endeffekt ohne Intervention der Regierung in Tokio Nordostchina.:608–609 Dort wurde von den Japanern der Marionettenstaat Mandschukuo errichtet.:65–73 Deutschland hatte, ebenso wie fast alle Staaten, Mandschukuo nicht anerkannt. Die Weltöffentlichkeit betrachtete die Region als von Japan unrechtmäßig besetzt. Während das Japanische Kaiserreich wiederholt die Souveränität der Republik China verletzte (Schlacht um Shanghai 1932, Zwischenfall am 15. Mai, Befriedung von Mandschukuo), waren die Westmächte weiterhin an einer Kompromisslösung interessiert. Neville Chamberlain, später federführend bei der britischen Appeasement-Politik gegenüber dem Deutschen Reich, versuchte 1934 etwa, einen britisch-japanischen Nichtangriffspakt auszuhandeln.:6–7
Das Japanische Kaiserreich trat als Reaktion auf den Lytton-Report, welcher den Japanern eindeutig die Schuld für die Inszenierung des Mukden-Zwischenfalls gab, im Februar 1933 aus dem Völkerbund aus.:6–7
Der Hauptbefürworter einer Allianz mit Deutschland war innerhalb Japans die KJA, welche eine lange Tradition von Deutschland inspirierter Militärinnovationen pflegte und welche hunderte deutscher Experten beschäftigte sowie viele japanische Offiziersanwärter zum Studium nach Deutschland schickte.:311 Innerhalb der KJA war Hiroshi Ōshima, seit 1934 der Heeresattaché der KJA in der japanischen Botschaft in Berlin, die Hauptperson in den späteren Verhandlungen, welche zur Bildung des Antikominternpaktes mit Deutschland führten. Der japanische Botschafter, Kintomo Mushanokōji, misstraute den Intentionen der Deutschen und fürchtete, dass Japan sich selbst isolieren könnte, falls Tokio sich zugunsten Berlins von London abwenden sollte und sich dann Deutschland doch für Großbritannien als Bündnispartner entscheiden sollte. Dennoch führte Mushanokōji seinen Auftrag, den Antikominternpakt auszuhandeln, aus. Darüber hinaus setzte er sich zudem zum Ziel, die deutsch-chinesische Partnerschaft zu untergraben.:51–53

## Inhalt

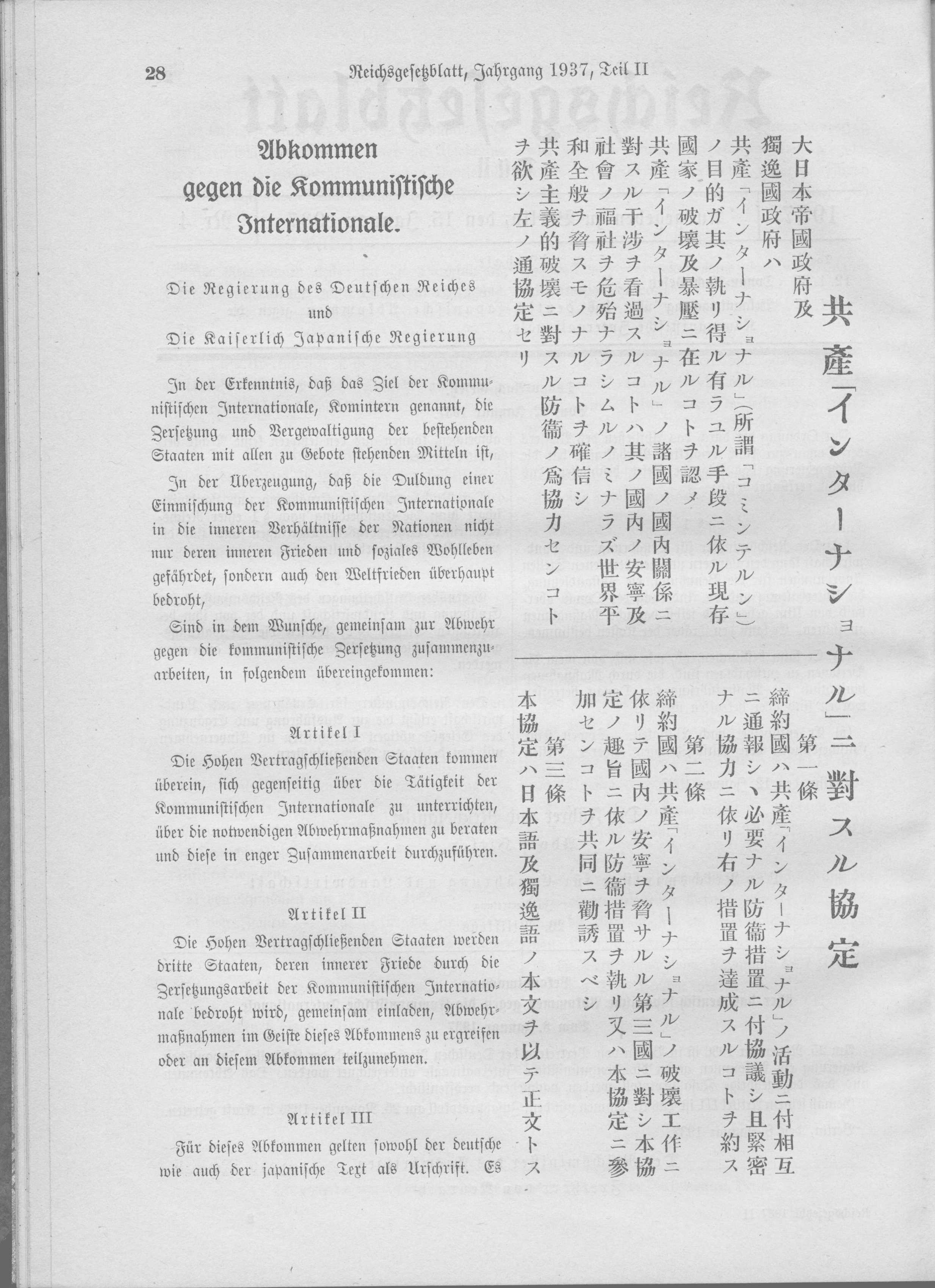
Abkommen gegen die Kommunistische Internationale im Deutschen Reichsgesetzblatt

Der erste politische Vertrag zwischen dem Deutschen Reich und Japan wurde auf Bestreben Japans am 25. November 1936 in Berlin vom japanischen Sonderbotschafter Vicomte Mushanokōji Kintomo und Joachim von Ribbentrop für die Dauer von fünf Jahren unterzeichnet. Die Bekämpfung der Kommunistischen Internationale sollte, analog zu Komintern, durch Informationsaustausch gefördert werden. In geheimen zusätzlichen Abkommen sicherten sich die beiden Staaten wohlwollende Neutralität zu für den Fall eines nicht provozierten Angriffs oder einer Angriffsdrohung der Sowjetunion. Zudem verpflichteten sie sich, mit der Sowjetunion keine Verträge abzuschließen, die dem „Geist dieses Abkommens“ widersprechen würden. Japan berief sich auf das entsprechende geheime Zusatzabkommen, als es in Berlin Protest gegen den deutsch-sowjetischen Nichtangriffspakt einlegte.

### Geheimes deutsch-japanisches Militärabkommen
Ergänzend zum Antikominternpakt unterzeichneten Militärattaché Hiroshi Ōshima und Abwehr-Chef Wilhelm Canaris am 17. Mai 1937 ein geheimes deutsch-japanisches Militärabkommen, das im Interesse der Geheimdienste beider Länder lag und sowohl den Nachrichtenaustausch wie auch eine Zersetzungsplanung gegenüber der Sowjetunion betraf, zu dem ein Fünf-Jahres-Plan die Richtung vorgab. Diese Abkommen wurde tatsächlich zu großen Teilen umgesetzt und mündete in geheime Kriegsvorbereitungen gegenüber der Sowjetunion.

## Bedeutung
Mit dem Antikominternpakt nutzte Hitler politische Entwicklungen außerhalb Deutschlands, um aus der politischen Isolierung Deutschlands auszubrechen. Nach dem Austritt aus dem Völkerbund war das nationalsozialistische Deutschland international isoliert. Adolf Hitler suchte Verbündete für seine revisionistische und gegen die Sowjetunion gerichtete Außenpolitik. Er versuchte zu dieser Zeit, Verträge mit fünf Staaten herzustellen, denen er allen ein Interesse unterstellte, die Sowjetunion zurückzudrängen oder zu zerschlagen. Hauptpartner in Europa sollte Großbritannien sein, dazu Polen. In Ostasien sollte Japan hinzukommen, außerdem Chiang Kai-sheks Nationalchina. Japan war schon einige Monate früher aus dem Völkerbund ausgetreten. Es hatte nach einer militärischen Intervention 1931 die Mandschurei erobert und am 18. Februar 1932 den von ihm abhängigen Staat Mandschukuo ausgerufen. Dadurch war es in eine akute Konfliktsituation zur Sowjetunion geraten. Es suchte nun ein Gegengewicht gegen die wachsende chinesisch-sowjetische Zusammenarbeit und bot dem Deutschen Reich eine Zusammenarbeit an. Hitler war über den deutsch-polnischen Nichtangriffspakt von 1934 noch nicht hinausgekommen, es war das bis dahin einzige Bündnis. Nun sah er die Möglichkeit, mit Japan einen Zweifrontendruck auf die Sowjetunion auszuüben. Ende 1935 war der deutsch-japanische Vertrag mit seiner antisowjetischen Ausrichtung bereits ausgehandelt, konnte aber wegen innenpolitischer Auseinandersetzungen in Japan erst Ende 1936 unterzeichnet werden. Hitlers Werben um ein Bündnis mit Großbritannien verlief ergebnislos. Daraufhin schwenkte er als Ersatzlösung um auf ein „Weltpolitisches Dreieck“ Berlin–Rom–Tokio. Nach einem Deutschlandbesuch Mussolinis im September trat Italien im November 1937 dem Antikominternpakt bei, wurde allerdings von der Existenz eines Zusatzabkommens nicht unterrichtet. Bis 1939 versuchte der deutsche Außenminister Ribbentrop vergeblich, das „Weltpolitische Dreieck“ zu einem deutsch-japanisch-italienischen Militärbündnis mit Zielrichtung gegen Großbritannien auszubauen. Japan war 1937 in China einmarschiert (Zweiter Japanisch-Chinesischer Krieg) und sah den Pakt als Rückendeckung dieser Expansion gegen die Sowjetunion. Seine Armee blieb zu dieser Zeit vorwiegend antisowjetisch orientiert. Daran änderte auch nichts, dass Hitler seine Parteinahme für China aufgab. Der am 22. Mai 1939 geschlossene Stahlpakt, der auf die Hauptpartner Deutschland und Italien beschränkt war, machte schließlich das Scheitern des angestrebten militärischen Dreierbündnisses klar.

## Beitritte
Am 6. November 1937 trat Italien dem Pakt bei.:353 Am 24. Februar 1939 traten Ungarn und der japanische Satellitenstaat Mandschukuo dem Antikominternpakt bei.:49 Wenig später am 27. März 1939 folgte auch Spanien, dessen Bürgerkrieg gerade mit dem siegreichen Einmarsch von Francos Truppen in der Hauptstadt Madrid endete.:865
Nach Beginn des Deutsch-Sowjetischen Kriegs am 22. Juni 1941 traten ab 25. November 1941 mehrere neue Mitgliedsstaaten dem Vertrag bei. Diese Neuzugänge waren wie folgt::671–672
- Rumänien.
- Finnland.
- Kroatien.
- Die Slowakei.
- Bulgarien.
- Das besetzte Dänemark, unter Androhung der Aufkündigung der territorialen Integrität.[19]
- Die japanische Marionettenregierung von Nanjing-China.

Mehrere Staaten wurden von Deutschland und Japan als Beitrittskandidaten in Betracht gezogen. Diese Beitrittskandidaten waren wie folgt:
- Argentinien.[20]:687
- Brasilien.[20]:687
- Chile.[20]:687
- China.[21]:342–346[22]:237[10]:113[23]:174–176
- Jugoslawien.[24]:13
- Die Niederlande.[25]:41-42
- Polen.[21]:342–346[20]:88[26]:8
- Portugal.[18]:644
- Das Vereinigte Königreich.[21]:342–346[27]:154-155

## Weitere Entwicklung
Durch den deutsch-sowjetischen Nichtangriffspakt von 1939, der ohne jede Absprache oder auch nur Information der Partner des Antikominternpaktes Japan und Italien abgeschlossen wurde, waren dieser Pakt und auch das „Weltpolitische Dreieck“ bedeutungslos geworden. Japan, das zeitgleich zum Abschluss des deutsch-sowjetischen Nichtangriffsvertrages einen verlustreichen Grenzkonflikt bei Nomonhan mit der Roten Armee ausfocht, sah den Abschluss des Nichtangriffspakt als Verletzung des Antikominternpakt an. Das dadurch überraschte Hiranuma-Kabinett trat zurück und die Beziehungen zu Deutschland kühlten vorübergehend ab. Auch Spanien rückte von Hitler ab.